# 三酸化二窒素
三酸化二窒素（さんさんかにちっそ、dinitrogen trioxide, 化学式 N2O3）は不安定な無色の気体で、二酸化窒素 (NO2) と一酸化窒素 (NO) に解離する。液体では濃青色、固体では淡青色である。酸性である。

## 生成
一酸化窒素と二酸化窒素を低温で混合することで得られる。
{\displaystyle {\ce {NO2 + NO -> N2O3}}}

## 性質
水に溶けると加水分解して亜硝酸となり、さらに分解して硝酸、一酸化窒素、水になる。
{\displaystyle {\ce {N2O3\ ->NO2\ + NO}}}{\displaystyle {\ce {3 HNO2 -> HNO3 + 2 NO + H2O}}}
窒素酸化物で、窒素の酸化数は+3。

## 構造
通常、N–N結合の長さは145 pmである。だが、三酸化二窒素は186pmで異常に長いN–N結合になっている。他に四酸化二窒素 (175 pm) などの窒素酸化物も長いN–N結合になっている。三酸化二窒素分子は平らで、Cs対称性を示す。以下に示す寸法は、低温のガス状にした分子のマイクロ波分光法によるものである。